# Велики Перм
Велики Перм (рус. Пермь Великая) или само Перм, био је средњовековна држава народа Коми, а данас је Пермска Покрајина, конститутивни субјект Руске Федерације. Главни град државе био је Чердињ.
Порекло имена Перм није познато, постоје извори да је град Чердињ био познат као Велики Перм, док неки историчари сматрају да је назив Перм дат јер је он на локалном језику означавао трговце или тржиште. Чердињ је био централни трговачки град државе и седиште свих органа. 
Општи регион Великог Перма познат је као вису у географији и картографији у средњовековном исламу и помиње се у радовима арапских путописаца Ахмеда идб Фадлана, Јакута ал-Хамавија и многих других. Израз вепс је вероватно изведен од имена народа Вепси, који су се населили око језера Ладога и реке Сухона.

## Кнежевина Велики Перм
Кнежевина Велики Перм (рус. Великопермское княжество, Velikopermskoye knyazhestvo) била је засебан Коми-пермјачки ентитет у 14. и 15. веку, а те повластице добила је од Новгородске републике. Кнежевина је задржала степен аутономије под Великом московском кнежевином, али је на крају доспела под тоталну власт Новгородске републике, 1505. године.
Кнежевина се налазила у области реке Кама и одржавала блиске везе са оближњим Пермом од Вичегде. Обе државе Перм плаћале су данак Новгородској републици у периоду од 9. до 10. века. Перм од Вичегде је хришћанизован од стране Стефана Пермског у 14. веку и касније подређен Великој московској кнежевини. Године 1451. кућа принчева Перма преузела је контролу над оба Перма, који су били под контролом Велике московске кнежевине. Ипак Велики Перм је убрзо изборио независност, окружен Великом московском кнежевином, Новгородском републиком и Казањским канатом. Године 1472. војска Велике московске кнежевине победила је Велику Перму и заробила њиховог принца.
До почетка 18. века, Велики Перм налазио се у оквиру рејона реке Кама у јужном делу земље којом је владала породица Строганов. Данашњи простор бивше државе Велики Перм налази се на простору Пермске покрајине, конститутивног субјекта Руске Федерације.